# Barroca
João Gabriel Silva Ferreira (sinh ngày 29 tháng 7 năm 1986 ở Mealhada, Aveiro District), hay Barroca, là một cầu thủ bóng đá Bồ Đào Nha thi đấu cho câu lạc bộ Thụy Sĩ FC Stade Nyonnais ở vị trí thủ môn.